# Matt Derbyshire
Matthew Anthony Derbyshire angol labdarúgó, a Bradford City játékosa.

## Pályafutása
Fiatalkori csapatából, a helyi Great Harwood Townból, 2003-ban igazolt át a Blackburn Rovershez, miután a Manchester Unitedet elutasította, mert úgy érezte, hogy a Blackburn nagyobb lehetőségeket kínál.
Kölcsönben játszott a Plymouth Argyle-nál, de mivel tizenhárom mérkőzés alatt sem  sikerült gólt lőnie, Mark Hughes véget vetett a kölcsönszerződésnek. Ezt követően az idény hátralevő három hónapjára a Wrexham csapatának adták kölcsön, ahol tizenhat mérkőzésen 10 gólt szerzett.
Első felnőtt gólját a 2007. január 1-jén lőtte a Wigan Athletic elleni mérkőzésen. A legelső idényben, amelyet az első osztályú felnőtt bajnokságban játszott, kilenc gólt lőtt.
2009. január 28-án Derbyshire-t kölcsönadták a görög bajnok Olimbiakósznak. A PAOK elleni kupamérkőzésen mutatkozott be a Túmbasz Stadionban, majd a visszavágón ő lőtte a hosszabbításban azt a gólt, amellyel a csapat bejutott az elődöntőbe.
2009. június 18-án a Blackburn és az Olimbiakósz megegyezett Derbyshire végleges átigazolásáról. Június 23-án Derbyshire négy évre szóló szerződést írt alá a görög csapattal.
2010. március 21-én Derbyshire lőtte a győztes gólt a hagyományos görög rangadón a Panathinaikósz ellen, kiérdemelve ezzel az "angol gyilkos" (The English Killer) becenevet.
2021. július 10-én jelentették be, hogy szerződtette a ciprusi AÉK Lárnakasz csapata.
2007. február 1-jén Derbyshire-t beválasztották az angol U-21-es válogatottba, a február 6-án sorra kerülő Spanyolország elleni mérkőzésen. Mivel azonban február 3-án a Sheffield United elleni mérkőzésen megsérült, ezt az alkalmat ki kellett hagynia. Március 24-én már tudott játszani az olasz U21-es ellen, ahol ő lőtte az angol ifjak harmadik gólját. Az UEFA 2007-es U21-es Európa-bajnokságának csoportmérkőzésein ő lőtte a vitatott gólt a szerbek ellen.

## Fordítás
- Ez a szócikk részben vagy egészben a Matt Derbyshire című angol Wikipédia-szócikk ezen változatának fordításán alapul.  Az eredeti cikk szerkesztőit annak laptörténete sorolja fel. Ez a jelzés csupán a megfogalmazás eredetét és a szerzői jogokat jelzi, nem szolgál a cikkben szereplő információk forrásmegjelöléseként.